# ミャンマーの国際関係
ミャンマーの国際関係（ミャンマーのこくさいかんけい）。独立後のミャンマーの国際関係、外交について詳述する。

## ミャンマー外交の決定要因
ルノー・エグルトー（Renaud Egreteau）と ラリー・ジャガン（Larry Jagan）によると、ミャンマー外交要因には以下のものがある。
1.インドと中国という2つの大国の間にある戦略的位置
ミャンマーは、地域的利益の増大と世界的野心を持つ、政治的・経済的・文化的に近接するこのニ大国と等距離の関係を維持することに腐心してきた。ただし、インドと中国は、異なる影響力圏、異なる政策手段、異なるチャネルをめぐって争っており、両国の「グレート・ゲーム」が存在するという見解には懐疑的である。
2.国境地帯の管理
ミャンマーはインド、中国のほか、タイ、ラオス、バングラデシュと国境を接しているが、それらの国境地帯には少数民族武装勢力や麻薬組織が跋扈して、近隣諸国の治安部隊やテロ組織と緊密な関係を結び、外交関係を緊張させる要因となった。また中国やバングラデシュからは絶えず移民が流入し、この問題も常にミャンマー政府を悩ませてきた。
3.天然資源
ミャンマーは、石油、天然ガス、石炭、木材、宝石（特に翡翠、金、琥珀、ルビー）、銅、錫、ニッケル、亜鉛など天然資源が豊富な国であり、独立以来、それらの資源を適切に管理して、外国や外国企業に搾取されないように努めてきた。一方で、時には外国と友好関係を結ぶ際の取引材料にもなってきた。
4.ミャンマー軍の影響力
ミャンマーはミャンマー軍（以下、国軍）が国政に大きな影響を及ぼす「プラエトリアニ国家」であり、特に1990年代に国軍の兵力と経済力が強化された後は、ミャンマーの「国体」と言えるほど、ミャンマー社会の隅々にその影響力を及ぼした。当然、外交にも強い影響を及ぼし、安全保障の観点から各国との外交関係を構築した。
5.個人主義的
ミャンマーの外交政策は、ウー・ヌ、ネ・ウィン、タンシュエ、キンニュン、アウンサンスーチーなど個人のパーソナリティに負うところが多く、ゆえに不安定である。

## 歴史

### 議会制民主主義時代

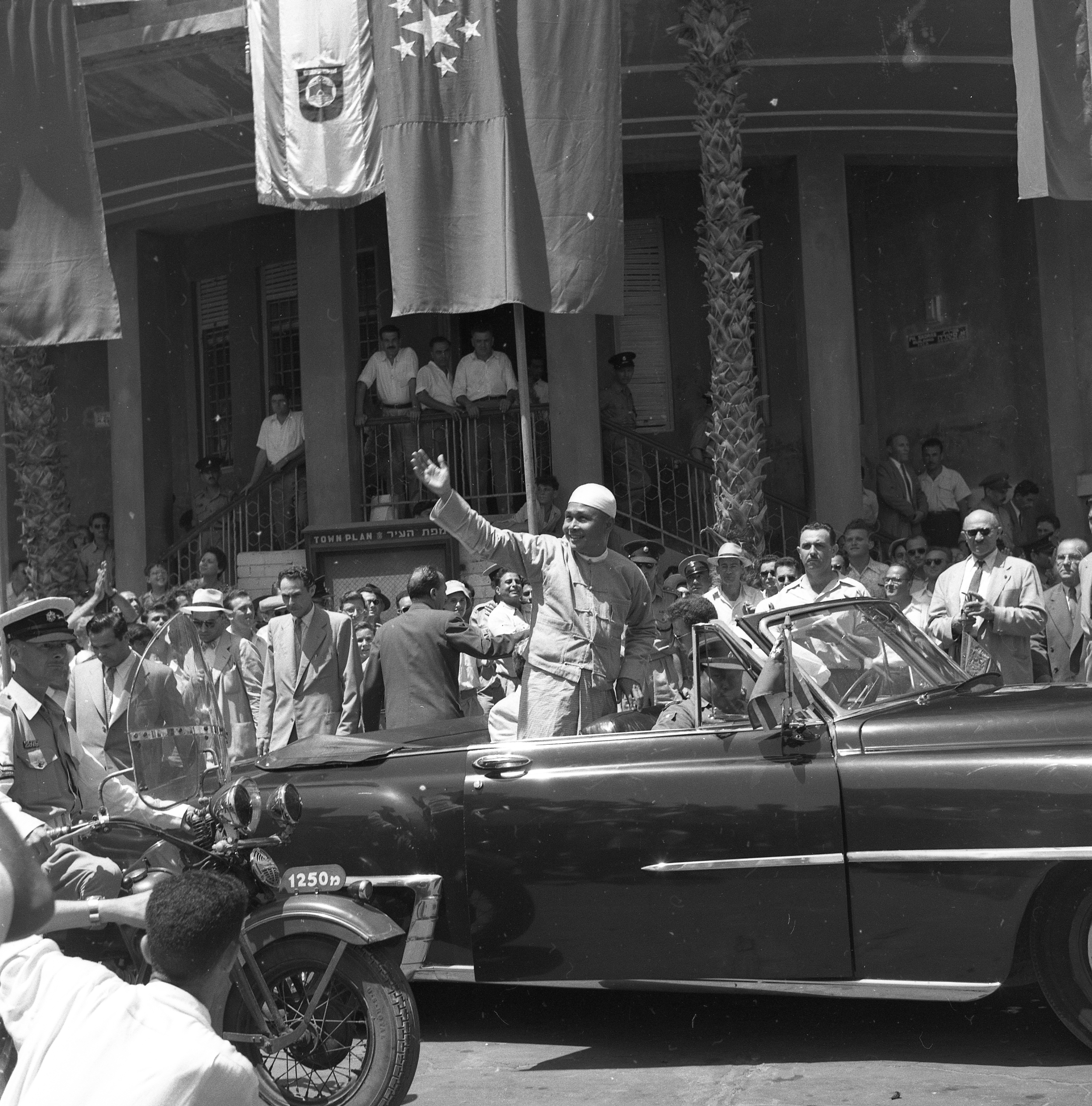
イスラエル訪問時のウー・ヌ（1957年）

#### 非同盟・中立外交
1948年1月4日、ビルマ連邦として独立したミャンマーは、ウー・ヌ首相の下、非同盟・中立外交を志向していたとされ、その精神は、1948年5月、国内の左翼勢力の統一を目指して策定された「左翼統一計画」に示されている。
- 近隣諸国をはじめ、世界中のすべての国々との友好関係を維持する。
- ビルマの従属化につながるいかなる外国援助も拒否する。
- 冷戦の二大勢力圏（アメリカ、ソ連）、あるいはインドや中国との連携を避ける。

しかし、この頃のミャンマーが「非同盟・中立外交」を貫いたというのは、いさかか誇張で、第二次世界大戦の戦場となって国土が荒廃し、経済がどん底状態にあったミャンマーには、他国の援助なしには生きる術はなかった。1948年に国際連合（UN）が設立されると、ミャンマーも即座に加盟。1949年6月14日の演説でウー・ヌは、ミャンマーが「いざという時に頼れる存在となるよう」、共通の利益を有する国々と「防衛および経済に関する互恵的な条約または協定を締結する」こと、そして「共通の目的の達成を目指し、共通の利益を有する国々と経済、政治、防衛の各分野において可能な限り緊密に協力する」という政府の希望を述べている。
そして、独立直後の内戦が一段した1954年頃からはむしろ積極中立外交を展開した。その背景には反乱鎮圧の際、アメリカもイギリスも等閑視し、国連も役に立たないことを痛感したためと伝えられる。ウー・ヌやネ・ウィンなどの要人たちは盛んに外遊を行い、米の輸出量が激減して苦境に陥っていた1953年頃からは、ユーゴスラビア、チェコスロバキア、ハンガリーなどの東欧諸国、そしてソ連と米とのバーター貿易協定を締結した。そして当初、アメリカ、イギリス、インドのみだった援助受け入れ国も日本、ソ連、中国、西ドイツ、世界銀行、国際通貨基金（IMF）と多角化していった。1955年4月にインドネシアのバンドンで開催された第1回アジア・アフリカ会議では、ウー・ヌが中心的役割を果たし、存在感を示した。

#### 国別外交状況
- インド - 中国と並んで、近隣の大国・インドとの関係はミャンマーにとって非常に重要である。日本軍がミャンマーに侵攻した際に多くのインド系住民がインドへ逃亡し[注釈 2]、独立後は輸出入業務や銀行業務から法的に排除されたことにより、両国間には一定の緊張があったが、ウー・ヌはインドの首相・ジャワハルラール・ネルーと非常に親しく、この個人的関係にもとづいて、1949年にインドは、反乱軍鎮圧に四苦八苦していたミャンマー政府に兵器を供給し、1951年7月7日には両国間で平和友好条約が締結された[5]。
- 中国 - ミャンマーと中国との緊密な関係を表すのに、時に「胞波（パウッポー）」という言葉が使われる。これは1950年代に作られた言葉で、デヴィッド・I・スタインバーグ（英語版）によると、「兄弟のような」という意味で、ミャンマーにおいてのみ使われたのだという[6]。かねてよりミャンマーには福建人や客家などの中国系住民が多く住んでいたが、同化が進んでおり、インド系住民に比べてもミャンマー人の反発は少なかった[注釈 3]。1949年10月1日、中華人民共和国が樹立すると、ミャンマーは、非共産国として最初にこれを公式に承認した[7]。しかし独立直後に反乱を起こしたビルマ共産党（CPB）を中国が心情的に支援し[注釈 4]、1950年に国共内戦に敗れた中国国民党軍（KMT、泰緬孤軍）がシャン州に陣取ると、これを掃討するために中国人民解放軍が国境を越えてたびたびシャン州に侵入するようになって、両国間に緊張が生じた。また1950年代初頭からは内戦を逃れた雲南人がミャンマーに移住してきて[注釈 5]、地元住民の反発を買うようになった。このように反ファシスト人民自由連盟（AFPFL）政府は、中緬関係において難しい舵取りを迫られたが、1954年6月には初訪緬した周恩来とウー・ヌとの間で、領土主権の相互尊重、相互不可侵、内政不干渉、平等互恵、平和共存を内容とする平和５原則が確認された[8]。

- ソビエト連邦 - 若い頃にマルクス・レーニン主義を学んだミャンマーの政治エリートたちは、総じてソ連に対して尊敬の念を抱いていた。しかし、ソ連は、AFPFL政府を帝国主義の手先であるブルジョワジー政権と見なし冷淡な態度を取り、むしろCPBに好意的で、大使の交換も1951年、独立して3年経ってからだった。しかしAFPFL政府・国軍がCPBの反乱を鎮圧すると、ソ連は態度を改め、前述した東欧諸国との米とのバーター貿易協定に繋がった。しかしソ連と中国との間にはインド以西はソ連、以東は中国という棲み分けができており、ソ連がミャンマーに深入りすることはなく、東南アジアにおける諜報活動の拠点としただけだった。経済支援も1954年～1979年の間にわずか1500万米ドルをミャンマーに供給したのみで、同期間の東欧諸国の援助額のわずか10分の1だった。1960年には友好の証にソ連はインヤレイク・ホテルを寄贈した（1962年完成）。当時、インヤレイク・ホテルは外国人が宿泊できる唯一のホテルだった[9]。

- アメリカ合衆国 - 1950年、米緬間で相互防衛援助協定が締結され、アメリカはミャンマーに800万〜1000万米ドルの低利融資と技術援助をする計画だったが、CIAがKMTを支援していることが問題となり、1953年に破棄された。しかし同年、ミャンマー政府は、アメリカのエンジニア・コンサルティング会社・ナッペン・ティペッツ・アベット（Knappen Tippets Abbett）などと契約して、10項目、2巻800ページに及ぶ『包括的報告書：ビルマの経済と工学の発展』を作成。これにもとづいて8年半で国民総生産（GDP）の90％上昇を目標とするピードーター（新生活の創造）計画を実施した。またこの頃、ミャンマーに関する知識が欠けていたアメリカは、ミャンマーに多数の研究者を派遣し、ミャンマーの実施調査に当たらせた。1952年～1962年までにフォード財団やアジア財団（英語版）は、それぞれ900万米ドル、120万米ドルを件の調査に費やして約300人の研究者をミャンマーに派遣し、デヴィッド・I・スタインバーグは1958年～1962年までヤンゴンのアジア財団の副代表を務め、エドマンド・リーチやヒュー・ティンカー（英語版）など、のちに高名を馳せた研究者たちもこのプログラムを利用して現地調査を行った。さらにフルブライト・プログラム[注釈 6]を利用した留学生・研究者の交換も行われた。アメリカのこのような政策は、ミャンマーの政治家・軍人からしばし「帝国主義的」と批判された[10]。
- 日本 - 戦後、米不足に陥った日本にミャンマーはビルマ米を優先的に輸出した。1954年11月には日緬平和条約、日緬賠償・経済協力協定が締結され、1955年～1965年の間に日本はミャンマーに対し2億米ドル相当の生産物・役務の無償供与、ならびに5,000万米ドル相当の経済協力を実施することとされた。これは日本が戦後最初に締結した戦争賠償であり、ミャンマーが破格の2億米ドルという低額で賠償に応じてくれたことは、その後の日本の戦争賠償交渉を容易にし、また金銭ではなく生産物・役務という形を取ったことで、日本企業の東南アジア進出を促す結果となった。同時に財政難に喘ぐミャンマーにとっても非常に助かる話だった（日緬関係#議会政治・社会主義時代）。
- オーストラリア - オーストラリア軍兵士も大戦中、ビルマの戦いに従軍し、約4,000人の兵士が泰緬鉄道の工事に従事、日本の軍人と同じく戦後もミャンマーと関わりを持った。オーストラリア政府は1952年にヤンゴンに公使館を開設し、1956年に正式な大使館に昇格。オーストラリアはミャンマーを反共の拠点と見なし、コロンボ・プランや英連邦の枠組みを通じて、定期的にミャンマーに無償の人道支援を行った。ミャンマーにとっても、オーストラリアは日本と同じく安全保障上の脅威にならなかったので、好都合な話だった。1950年代以降、ミャンマーの医師・看護師は定期的にオーストラリアで研修を受けていた[11]。
- カナダ - カナダ軍兵士もビルマの戦いに従軍した。小規模なカナダ領事館がオーストラリア大使館内に置かれているだけで、両国の関係は希薄だったが、1950年代から1960年代を通じてオーストラリアと同じく、コロンボ・プランや英連邦の枠組みを通じて、定期的にミャンマーに無償の人道支援を行った。1956年にはミャンマー空軍にオッター単発機9機を売却したが、これが唯一の軍事取引である[12]。
- イスラエル - ともに1948年に独立した両国は、ヒュー・ティンカーが「奇妙な共感」と呼ぶ関係を構築し、1955年にウー・ヌが、1959年にネ・ウィンがイスラエルを訪問、イスラエルのダヴィド・ベン＝グリオン首相が1961年に訪緬した。イスラエルはミャンマーの学生や公務員を自国の研究所、大学、キブツに積極的に受け入れ、農業、技術、教育を指導した。同時に軍事協力関係も築かれ、モサドがミャンマー軍情報局（MIS）局員に訓練を施していたと伝えられる。1961年にはマウンマウンが駐イスラエル大使に任命されている。ちなみにエルサレムには第一次中東戦争中に建設されたエルサレムに通じる迂回路・ビルマ・ロード（英語版）があるが、これはビルマ公路（ビルマ・ロード）にちなんで名づけられたものである[13]。

#### 軍人外交
議会制民主主義時代に国軍は頭角を現し、国軍総司令官のネ・ウィンは、文民政治家の許可なく独自外交を展開し、ユーゴラスビアのヨシップ・ブロズ・チトー、エジプトのガマール・アブドゥル＝ナーセルと親交を結んだ。また側近を在外ミャンマー大使館に武官として派遣して外交への影響力を強化し、1953年～1958年の間に、ミャンマー空軍はイスラエル、イギリス、アメリカ、カナダから160機以上の航空機を購入し、1950年代後半には日本からも140機以上の航空機を購入した。
1958年10月～1960年4月まではネ・ウィン選挙管理内閣が政権を担い、外交面では非同盟・中立外交を引き継ぎ、以下のような実績を残した。
- ソビエト連邦 - 1958年6月、ソ連との贈与交換事業のうち、ホテル、工科大学、病院以外の5事業を不要不急を理由に中止した。また1959年2月にはソ連農業技術者を追放した。
- アメリカ合衆国 - 1958年7月、ヤンゴン・マンダレー間の高速道路建設およびヤンゴン大学拡充資金として、アメリカから3,700万米ドル相当の4年間の借款を受け入れた。これには1971年までの12年間にわたり、アメリカ軍と警察による国軍への相当な支援を約束する条項も含まれていた。同年12月には、ピードーター（新生活の創造）計画を財政難を理由に中止し、アメリカ顧問団を追放した。
- 中国 - 1960年1月、中国と国境画定および友好不可侵条約を締結した。これはミャンマー史上初めて中国と合意された国境線で、もともと19世紀にイギリスが中国から借り受けたピモー、ゴーラン、カンパンというカチン族の小さな村々と、パンフン（Panghung）、パンラオ（Panglao）のワ族居住地域[注釈 8]を中国に譲渡する代わりに、ミャンマーはナムカムの北西にあるナムワン指定地域（英語版）を譲り受けた。新しく定められた国境は、概ねイギリスが定義した国境で、ミャンマー優位と言えるものだったが、これに不満なカチン族の民族主義者がカチン独立軍（KIA）を結成するきっかけとなった[16][17]。1960年11月～1961年2月の間、中緬共同でメコン川作戦を実施し、KMTを泰緬国境地帯にまで放逐した[8]。

### 社会主義時代

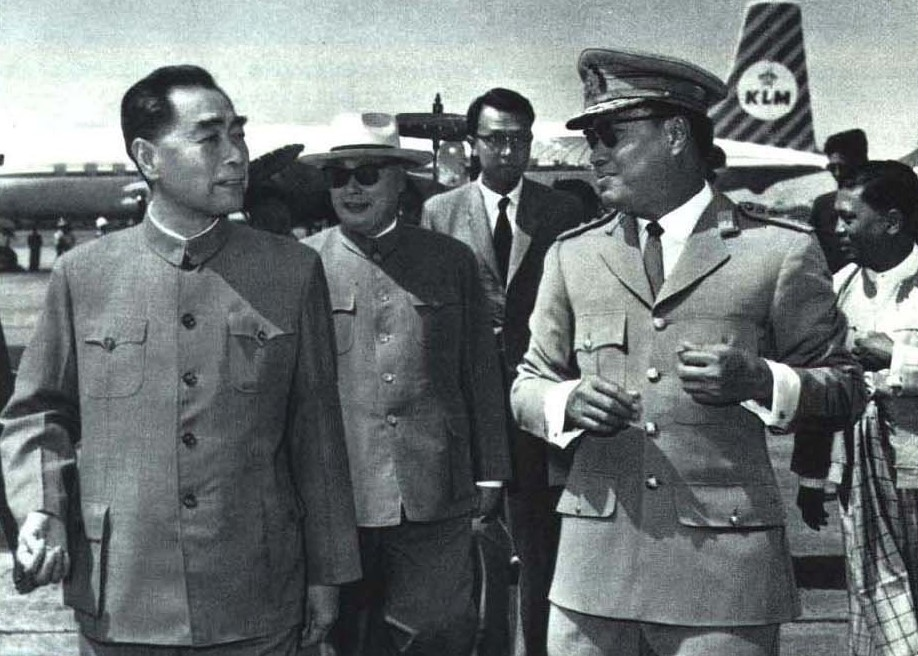
ネ・ウィンと周恩来（1964年）

#### 竹のカーテン
1962年に軍事クーデターで成立したビルマ連邦革命評議会率いる軍事独裁政権は、表向きは従来の非同盟・中立外交を引き継いでいたが、ネ・ウィンの外国人嫌悪が相まり、ウー・ヌ時代に築かれた外交関係をほとんど断ちきって、1949年以来国軍総司令官としてネ・ウィンが築いた国際的軍事ネットワークのみを維持した。また外国文化を禁止し、外国人の財産も国有化したことにより、多くの外国人がミャンマーを去った。このようなネ・ウィンの外交姿勢は、1966年のタイム誌の社説で「200%中立」と評された。1971年には「独立した外交政策」という新たな外交方針を公式に承認したが、実態はあまり変わらなかった。
国連とコロンボ・プラン以外の国際会議への参加も回避するようになり、ウー・ヌ時代は活発だった地域活動にも消極的で、アジア太平洋協議会（ASPAC）にも東南アジア諸国連合（ASEAN）にも不参加。また西側にも東側にも与さない「第3勢力」というカテゴリにも消極的で、ネ・ウィンは非同盟諸国会議にもアジア・アフリカ会議にも一度も出席せず、前者からは、親ソ派のキューバの議長国就任とクメール・ルージュのカンボジアに代表権を与えなかったことに抗議して1979年に脱退した。一方、ミャンマーは、冷戦によって分断された東西ドイツ、南北朝鮮、南北ベトナム、そして台湾と公式関係を維持し、1971年のバングラデシュの独立をいち早く承認し、イスラエルと緊密な関係を維持すると同時に、エジプト、インドネシア、マレーシアなどのムスリム諸国とも緊密な関係を維持した。1979年のソ連によるアフガニスタン侵攻、アメリカのインドシナや中南米に対する度重なる介入を批判せず、1980年のモスクワオリンピックには不参加だったが、これは派遣に値する優秀な選手がいなかったためだった。1980年代にアジア諸国で日本の歴史教科書問題が持ち上がった際も、ネ・ウィンは乗らなかった。
しかし1974年の民政移管前後、国内情勢が安定し、米中対話の復活（1972年）、日中国交正常化（1972年）など国際情勢も安定の兆しを見せると、ミャンマーも徐々に世界に門戸を開き始め、1976年11月30日に東京でビルマ援助会議が開催されたのを機に、ODA受け入れを急速に拡大させ、世界銀行やアジア開発銀行からも融資を受けるようになった。1981年8月のBSPP第4回党大会で、「独立かつ積極的な外交政策」が新たに承認されたのも、従来の孤立主義からの転換の意思があったものと思われる。
ミャンマーは1987年に後発開発途上国（LLDC）に認定され、1988年の8888民主化運動でネ・ウィン体制は倒れた。ネ・ウィン体制下の「竹のカーテン」は、その後のミャンマーの指導者たちの意識に孤立主義を根づかせたと評される一方、外国人を排除したおかげで1970年代までに農地のほとんどは政府または農民の所有物、工業手段も政府または現地企業家の所有物で、極端な富と貧困の偏在も存在せず、他国に見られるようなスラムも存在しない社会を実現した。また1960年代から1980年代にかけてベトナム戦争に巻き込まれたベトナム、内戦に巻き込まれたラオス、クメール・ルージュが猛威を振るったカンボジアなど近隣諸国に比べればミャンマーの犠牲者は圧倒的に少なく、毛沢東中国の文化大革命やインドネシアの9月3日事件などの大規模な流血沙汰にも無縁で、一定の成果があったとも評される。

#### 国別外交状況
- インド - 1963年、経済活動の国有化が宣言され、企業が国有化され、銀行口座が閉鎖され、しかも補償が十分受けられないということで、インド系住民はパニックに陥った。1964年5月、50チャットと100チャット紙幣が廃止されたこともこの傾向に拍車をかけた。彼らは支援を求めてインド、パキスタン、ネパールの大使館に殺到し、空路・海路の双方でそれぞれの故郷、または新天地、シンガポール、オーストリア、アメリカなどの外国へ移住した。1960年代末までに国内のインド系住民は80万人から50万人に減少した。このインド系住民大量出国劇と1964年5月のネルーの死は、印緬関係に決定的な亀裂を生じさせ、アウンサンの未亡人で、アウンサンスーチーの母・ドー・キンチー（英語版）が1960年から1967年まで駐印ミャンマー大使としてニューデリーに駐在したが、事態を打開することはできなかった。ウー・ヌは断続的にインドのマディヤ・プラデーシュ州の州都・ボーパールで亡命生活を送っていた。それでも1966～1977年、1980～1984年にインドの首相を務めたネルーの娘・インディラ・ガンディーはネ・ウィンとの良好な関係構築に努め、対中関係やナガ族の分離独立問題について協議を重ねた[25]。
- 中国 - 大戦時に抜けたインド系住民の穴を埋めたのは中国系住民で、1950年代を通じて徐々にミャンマー経済の中枢を担うようになり、1960年代初頭には人口は約35万人に達し、1962年には国内に259校の中国系学校があり、約3万9000人の生徒が通っていた。無論、経済活動国有化の波は中国系住民をも襲い、1964年に中国銀行と交通銀行が国有化され1965年にはすべての中国系学校が国有化された。1967年には文化大革命の波がミャンマーをも襲い、毛沢東バッジを身に着け、毛沢東語録を振りかざし、革命歌を歌う紅衛兵がヤンゴンやマンダレーなどの都市部の路上を跋扈する事態が生じ、6月～7月の間、反発したミャンマー人による反中暴動・ホログラムが発生。6月23日、ヤンゴンの中国大使館前でデモが行われていた最中、大使館の職員が殺害される事件が起きるに及び、両国はともに相手国の大使を召還した[注釈 11]。1960年代末までに国内の中国系住民は20万人にまで減少した。そしてこの事件をきっかけに、中国政府はCPBを資金・物資援助するようになった[26]。その後、ネ・ウィンは1971年8月、1975年11月、1977年8月、1980年10月と訪中を繰り返して中緬関係修復に腐心[注釈 12]、CPBへの支援停止を要請した。そして後述する1977年のネ・ウィンのカンボジア訪問に応えて鄧小平も1978年1月に訪緬、両国の友好関係は一気に加速し、1980年には中国が中緬国境に約70か所の非公式ゲートを設置して、両国間の国境貿易が本格化した。中国のCPB支援が停止したのは1985年頃と言われている（ビルマ共産党#中国の支援縮小）。この国境開放により雲南人が再びミャンマーに流入し、1981年5月と1988年3月の大規模火災でマンダレーの多数の家屋が焼失すると、再建費用がないミャンマー政府は多数の雲南人をマンダレーに受け入れ、彼らは新たな貿易事業を立ち上げ、新しい店舗、ホテル、レストランを建設した[27]。1985年9月2日には早くも、中国共産党中央宣伝部副部長・潘奇が『北京週報』に「西南開放：専門家の意見」という記事を掲載し、ミャンマーを経由してインド洋に至る対外貿易の活路を開拓するという可能性を示唆していた[28][29]。
- アメリカ合衆国 - 前述したように両国間の学術交流は途絶したが、1958年に締結したドル借款、国軍支援の協定は1971年まで継続し、1963年にはアメリカから捜索救助活動用の軽輸送ヘリコプター17機、1978年～1982年の間には河川哨戒艇6隻などを受け取った。1973年に開始されたミャンマーの「麻薬撲滅キャンペーン」をアメリカも支援し、「麻薬王」掃討のためにUH-1ベル205ヘリコプター6機と480万米ドルの資金を提供した（黄金の三角地帯#麻薬戦争と「麻薬王」）。1981年には両国間で3000万米ドルの援助協定が締結された[30]。
- 日本 - ミャンマー政府は経済苦境を理由に1976年に「ビルマ式社会主義の現実的修正」を宣言、同年11月30日東京でビルマ援助会議が開催されたのを機に、ODA受け入れを急速に拡大させたが、その中心にいたのが日本だった。1988年までに日本がビルマに供与したODAは、円借款4040億円、贈与941億円、無償技術協力146億円で総額5117億円に上り、実にミャンマーが受け取った二国間援助の総額の80％を占めた。日本側から見ても、1978年から1988年にかけて、ミャンマーは一貫して日本のODA供与額上位10か国にランクインしており、この間、日緬関係は緊密なものになった（日緬関係#第1次ODA拡大期《1976年-_1988年》）[31][32]。
- オーストラリア - 1961年にネ・ウィンによって解任された元南方軍司令官・アウンシュエ（英語版）（のちの国民民主連盟《NLD》幹部）は、その後、オーストラリア大使に任命され、国軍およびミャンマー警察とオーストラリアの幕僚大学および士官学校との交流および訓練プログラムの策定に尽力した。1960年代には、オーストラリアはミャンマーの交通機関の整備の支援をしていた[11]。
- カナダ - 1976年頃からIMFとADBが主導する「ビルマ支援グループ」に参加し、対緬5か年支援プログラムを承認した。ただ、1978年、当時世界でもっとも物価が高いと言われていたオタワでの駐在費用を賄えなくなり、ミャンマー大使館を閉鎖した[12]。
- ドイツ（西ドイツ）- 西ドイツは日本に次いで2番目の対緬援助国だった。また西ドイツの国営兵器製造会社・フリッツ・ヴェルナー（ドイツ語版）は、長年国軍へ技術提供を行い、ミャンマー国防産業局（カパサ）の育成に貢献した[33]。
- タイ - タイとの間には長年の確執があり、1767年にコンバウン朝がアユタヤ朝を滅ぼした際、略奪・残虐行為を働いた件については、1954年になってようやくウー・ヌが公式に謝罪した。1960年代～1970年代の間、タイは泰緬国境地帯に拠点を築いたKMT、カレン民族同盟（KNU）、新モン州党（NMSP）、カレンニー民族進歩党（KNPP）、シャン州軍（SSA）、モン・タイ軍（MTA）などの武装勢力を国境警備隊代わりに利用してその活動を黙認し、密貿易を盛んに行った（ミャンマー内戦#闇経済と密貿易）。釈放されたウー・ヌは、1969年、バンコクで議会制民主主義党（PDP）を結成し、ネ・ウィン体制を打倒するための反乱を起こした。このようにこの頃の泰緬関係は一寸緊張を帯びており、1977年にシャン州北東部ケントゥン（チャイントン）にあったタイ総領事館が閉鎖された[34]。
- カンボジア - 1977年11月26日、ネ・ウィンは、中国の支援を受けながらも国際的に孤立していたクメール・ルージュ支配下のカンボジアを電撃訪問。クメール・ルージュが政権を掌握した後、初めてカンボジアを訪れた外国首脳となった。この「竹のカーテン」から逸脱するネ・ウィンの行動は、中国の歓心を買い、CPBへの支援停止を要請するためのものだった[35]。
- バングラデシュ - 1978年2月、ラカイン州北部で不法移民摘発を目的としたナガーミン作戦を実施した際、約20万人のムスリムがバングラデシュに難民として流出。最初のロヒンギャ流出劇だった[注釈 13]。その後両国間の協定と国連難民高等弁務官事務所（UNHCR）、世界食糧計画（WFP）の監視の下、大部分のロヒンギャがラカイン州に帰還したが、現在に至るまでこの問題は両国間で燻り続けている[36]。
- イスラエル -1962年以降も大使館を置き、大使レベルで公式関係を維持していた。ソ連が建設したインヤレイクホテルの経営陣はイスラエル人だった。1984年、イスラエルはネ・ウィンと500万米ドルの契約を結び、イスラエル製のデジタル公衆電話をミャンマー国内に設置した[37]。
- 朝鮮民主主義人民共和国 - 1983年10月9日のラングーン事件を機に国交を断絶した。

### SLORC/SPDC時代

#### 孤立からの脱却と退却

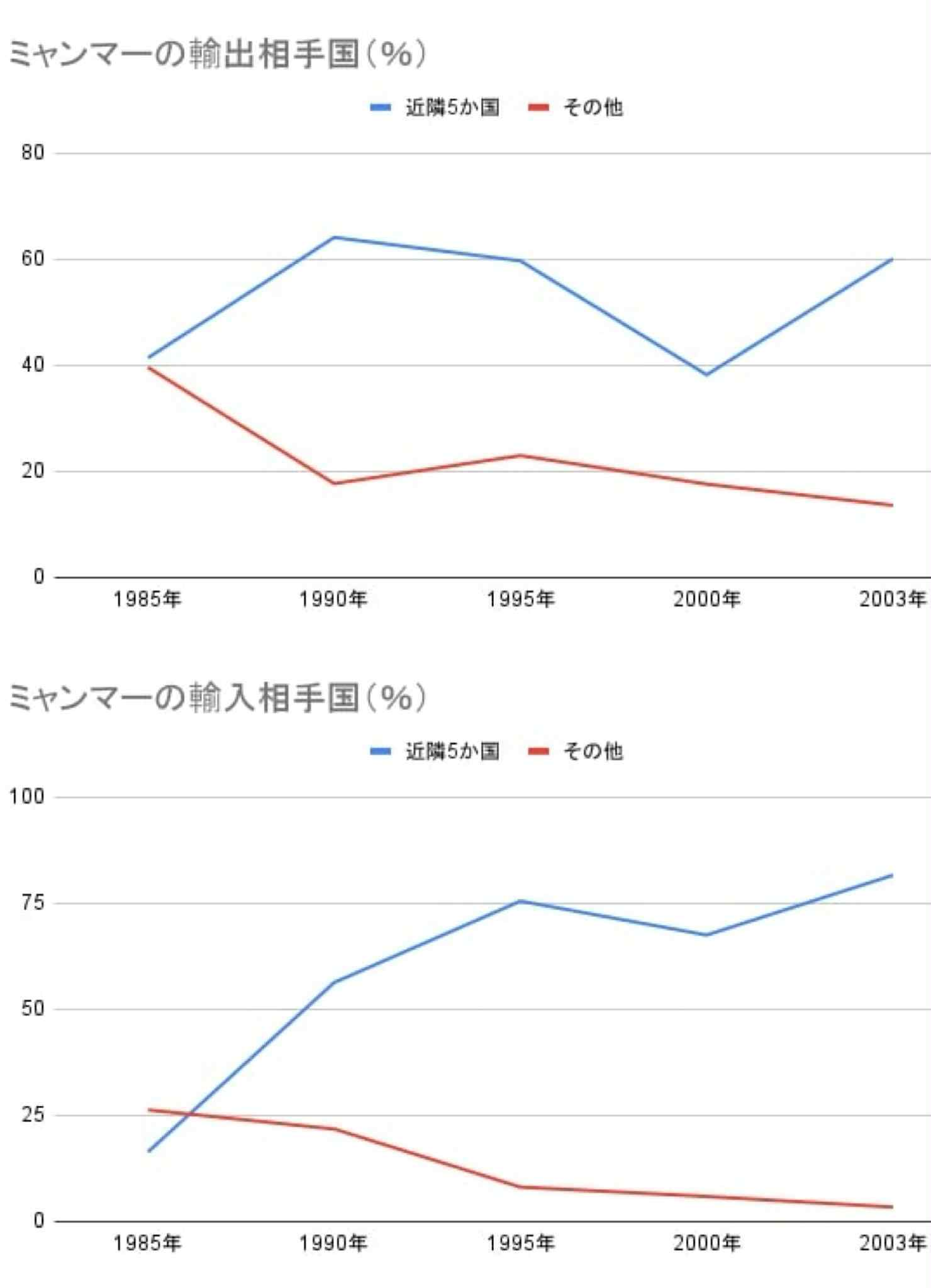
近隣5か国＝中国、タイ、インド、シンガポール、マレーシア。その他＝アメリカ、日本、ドイツ、イギリス、フランス。

1988年9月18日に軍事クーデターを起こして成立した国家法秩序回復評議会（SLORC、1997年11月に国家平和発展評議会《SPDC》に改名）は、ビルマ式社会主義を放棄し、対外開放・市場経済という新たな経済体制に乗り出した。1992年には非同盟運動にも復帰した。しかし8888民主化運動の際の苛烈な弾圧は、激しい国際的非難を浴び、アメリカ、EU、カナダ、オーストリアなどの西側諸国はミャンマーに経済制裁を課し、日本も新規ODAを凍結した。このような情勢でSLORC/SPDCに手を差し伸べたのは、同じく1989年の天安門事件で国際的に孤立していた中国で、1990年代を通じて中緬関係は政治的・経済的・軍事的に緊密になった。
このミャンマーにおける中国の台頭に危機感を持ったASEANは、ミャンマーのASEAN加盟を推進し、1997年7月、ミャンマーはASEAN加盟を果たした。その孤立的なイメージに相反して、SLORC/SPDC時代のミャンマーは、中国、インド、ASEAN諸国と緊密な関係を築き、さらに兵器輸入国としてロシア、イスラエル、パキスタン、さらにサウジアラビア、バーレーン、オマーンなどの産油国、果ては北朝鮮、イランなどの「ならず者国家」とまで国交を樹立した。
しかし、2004年10月にキンニュンが失脚し、翌2005年、ネピドーへの突然の遷都が行われると、ミャンマーは徐々に元の孤立主義へと回帰。この2つの出来事はキンニュンが築きあげた国際ネットワークが崩壊し、ヤンゴンにある各国大使館がSPDCの権力中枢から遠ざけられたことを意味した。国家の存続に十分な外交関係を構築したSPDCは、外国からの干渉と批判を避けつつ、キンニュンが残した7段階のロードマップを粛々と実行に移していった。

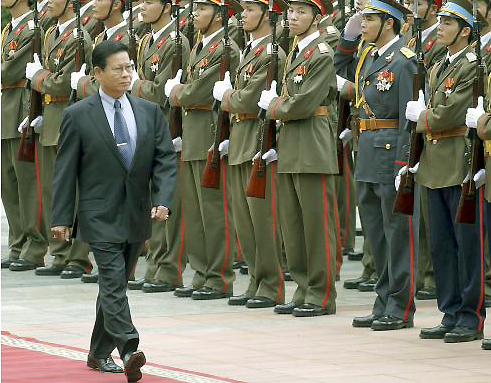
キンニュン（2004年）

この間、政治・経済・軍事すべての面において中国への依存が高まりつつあることに、SLORC/SPDCは危機感を募らせていた。これが7段階のロードマップにもとづいて2008年憲法を制定し、2010年に総選挙を実施して曲がりなりにも民政移管を実現し、西側諸国との関係を再構築する動機となった。

#### 国別外交状況
- 中国 - 8888民主化運動の最中の1988年8月6日、両国間で国境貿易協定が締結されたのを機に中緬貿易が盛んになり、1988年の両国間の貿易総額はわずか2億7,071万米ドルだったものが、1995年には7億6735万米ドル、2006年には14億6007万米ドルまで増加、この時点で中国はミャンマーにとって3番目の貿易相手国となった。その貿易の大半は国境貿易で、2002年の時点で中緬国境には公式・非公式含めて70か所のゲートがあり、ミャンマーの対中輸入の57.8％、対中輸出の81.5％をこの国境貿易が占めていた。また以前は公式統計上はゼロだった中国の対緬直接投資も始まったが、1988年～2005年の対緬外国直接投資において全体で11位と、この頃はまだ低調だった。また中国は有償・無償の対緬ODAも実施し、水力・火力発電所、工場、橋梁、港湾などを建設した。「インドへの出口」を求めて、雲南省の昆明から中緬国境の町・瑞麗を経てミャンマーへ至る鉄道建設計画が持ち上がったのもこの頃である[43][44]。軍事面でも両国は関係を強化し、1989年10月にタンシュエ率いる軍事顧問団が訪中して14億米ドルの兵器取引契約を結んだのを皮切りに、国軍は中国から大量の兵器を輸入し始め、1987年～1997年の間にミャンマーが輸入した13億8000万米ドルの兵器のうち、実に80％が中国製だった。2001年12月には江沢民総書記（国家主席）が画期的な訪緬を果たした[45][46]。2007年1月12日、中国は、ロシアに次いで国連のミャンマー非難決議に対して拒否権を行使したが、その2か月後の3月、韓国、日本企業との争奪戦の末、中国石油天然気集団がラカイン州沖のシュエ・ガス田（英語版）から天然ガスをパイプラインで雲南省に輸送・購入する契約を締結した[47]。天然ガスのパイプラインは2013年に、石油のパイプラインは2015年に開通している[48]。
- ASEAN - ASEANは、対外開放したミャンマーを、投資対象として、また安価な労働力の供給地として捉えると同時に、ミャンマーにおける中国の台頭を脅威と見なしていた。西側諸国の人権外交[注釈 17]に対しては、ASEAN加盟国にもそれぞれ負い目があったが、マレーシア首相・マハティール・ビン・モハマドはアジア的価値観（英語版）を提唱してこれに対抗、ミャンマーに対する「建設的関与」を主張してミャンマーのASEAN加盟を推進した。ミャンマーは1996年にASEANのオブザーバー資格を得た後、1997年7月に正式加盟した[49]。また同年、インドの働きかけにより、ベンガル湾多分野技術経済協力イニシアチブ（BIMSTEC）とメコン-ガンガ協力（英語版）（MGC）にも加盟した[50]。しかし、ASEAN加盟後のミャンマーはASEANのお荷物となり、アジア欧州会合（ASEM）の各レベル会合が開催されるたびに、ミャンマーの人権問題、スーチーの処遇が問題視されて紛糾した。実際、タンシュエはASEAN加盟国の批判を直接受けることを避けるために首脳会議には一度も出席せず、キンニュン、ソーウィン、テインセインといった首相職にある者を派遣していた。2003年5月30日、ザガイン地方域・モンユワ近郊のディーペン村で、遊説中のスーチーが乗った車がUSDAのメンバー数千人の暴徒に襲撃され多数の死傷者が出る事件が発生すると、ASEANの対緬政策も「建設的関与」から「積極的関与」への変更を余儀なくされ、2004年6月にマハティールは「ミャンマーの政治状況に改善がない場合は、ASEAN除名も辞さず」と述べた。タイ首相・タクシン・シナワットの後押しもあり、2004年10月にミャンマーのASEM加盟が実現したものの、2006年のミャンマーのASEAN議長国就任問題[注釈 18]をめぐってASEANは再び紛糾、結局、2005年7月のASEAN外相会議で、ニャンウィン外務大臣は議長国就任を辞退せざるをえなくなった[49]。
- タイ - 8888民主化運動後、タイには大量のミャンマー人政治亡命者・難民が逃れてきたが、タイにはミャンマーの内政に関与する意思はなかった。むしろタイ共産党（CPT）の脅威を排除したことにより、これまで国境警備隊代わりに利用していたミャンマーの少数民族武装勢力を、両国に跨る広域経済圏形成の障害と見なすようになり、泰緬国境地帯の武装勢力に対して非協力的になった。当時のタイ首相・チャートチャーイ・チュンハワンは「戦場を市場に変える」と喝破し[51]、「建設的関与」の名目の下、1990年代初頭にアンダマン海のヤダナ・ガス田（英語版）とイェタグン・ガス田（英語版）とタイを結ぶパイプラインを建設して稼働にこぎつけ、ミャンマー産天然ガスの主要輸入国となった[52]。2000年代にタイは、エネルギー、水力発電、一部の生活必需品の貿易では第1位、他の分野では中国に次ぐ第2位の。2003年、タクシンは「麻薬戦争」を宣言して大規模な麻薬掃討作戦を実施したが、その際、両国の治安部隊が衝突し、一時、関係が悪化した[53]。またタクシンは2003年～2004年の間、ミャンマーの民主化を監視するためにバンコク・プロセスという国際会議を主催したが、ミャンマーが第2回会議への出席を拒否したため頓挫した[54]。
- シンガポール - かねてより、シンガポールはミャンマーの政府高官に娯楽、留学、医療を提供してきたが、1990年代にはミャンマーに多額の投資を行い、1988年～2005年の対緬外国直接投資においてタイ、イギリスに次いで第3位だった。またシンガポールは国軍に大量の兵器を供給し、ミャンマー警察の将校数名に訓練を施したとされる。国軍幹部はシンガポールを「東洋のスイス」と見なしており、長年、マネー・ロンダリングの場として利用していると伝えられており、また外国企業がシンガポールを隠れ蓑にしてミャンマーに投資しているとも伝えられている[55]。2009年にはフランスのトタルエナジーズとアメリカのシェブロンが、シンガポールの2つの銀行を利用してヤダナ・ガス田事業に資金を提供していたことが暴露された[56]。
- マレーシア - 前述したようにマハティール首相は「アジア的価値観」を掲げ、ミャンマーのASEAN加盟を後押しした。一方、マレーシアは実利も求めており、ミャンマーがASEANに加盟した1997年9月、国営石油会社・ペトロナスが、アンダマン海のイェタグン・ガス田事業を受注して40％の株式を取得し、主力オペレーターとして活動した。1988年～2005年の対緬外国直接投資においてマレーシアは第4位だった。また労働力不足を補うために1990年代には約50万人のミャンマー人労働者がマレーシアで主に建設業に従事していたとされるが、そのほとんどが人身売買業者を通した不法移民だった。一方、1990年代初頭にラカイン州から流出したロヒンギャのうち数千人はマレーシアに辿り着き、両国間で大きな問題となった[57]。2011年の時点でマレーシアには約8万8500人のミャンマー人難民がおり、その内訳は、チン族3万4500人、ロヒンギャ2万2700人、その他のミャンマー・ムスリム1万600人、モン族3800人、カチン族3300人だった[58]。
- インドネシア - 1996年、ASEAN議長国だったスハルト大統領は、「ミャンマーを孤立させてはならない」と述べて、ミャンマーのASEAN加盟に尽力した。背景には東ティモールの分離独立を訴えていたジョゼ・ラモス＝ホルタのノーベル平和賞受賞が決まっており、この件で西側諸国の干渉を認めれば、次は自分たちの番だと恐れていたためと伝えられる[49]。
- フィリピン - 1986年にピープルパワー革命でマルコス独裁体制を倒したフィリピンは、一貫してSLORC/SPDCに冷淡で、事あるごとにSLORC/SPDCに民主化を迫った。2010年11月にスーチーが解放されると、ノイノイ・アキノ大統領はその2週間後にスーチーに電話をかけ、解放を祝福した。これは解放後にスーチーが初めてASEANの指導者と直接話した会話だった[59]。
- インド - 1987年12月にインドの首相になったインディラの息子・ラジーヴ・ガンディーは、ウー・ヌやスーチーとの個人的に親密だったこともあり、あからさまに反SLORC的態度を取った。当時、ウー・ヌの娘・タンタンヌはインド国営放送・オール・インディア・ラジオ（英語版）に勤務しており、そこで毎日放送されていた90分番組でSLORCを手厳しく批判していた。しかし1991年5月にラシーヴが暗殺されると、インド政府は方針を転換。同年、タンタンヌの番組は中止され、1992年からは両国間の政府高官の交流が再開された[60]。かねてよりインドは、ミャンマーにおける中国の台頭を脅威と見なしており、またインド北東部の反政府民族武装勢力を掃討するためにミャンマーの協力を必要としていた。ミャンマーとしても中国を牽制するために印緬関係を強化しようという思惑があった[50]。前述したようにインドはミャンマーをBIMSTECとMGCに引き入れ、1994年1月、両国は新たな国境貿易協定を締結して、1970年3月に締結されたニ国間協定の範囲を拡大し、1995年4月、インドのマニプール州とミャンマーのザガイン地方域との間にモレ（英語版）・タム（ビルマ語版）国境検問所が開設された[61]。2001年にはタムとカレー（ビルマ語版）、カレーワ（ビルマ語版）を結ぶ、全長160キロメートルのインド・ミャンマー友好道路が、インド外務省の支援を受けて開通し[62]、翌2002年にはマンダレーにインド領事館が開設された[63]。しかし両国の公式ニ国間貿易額は2010年代初頭の時点で10億～15億米ドルと低水準にとどまっている[64]。同年、中国海軍に先立つこと8年、インド海軍の艦隊がティラワ港に停泊することを許可され、その後もアンダマン海で印緬合同海軍演習が実施されるなど、両軍の関係も緊密になっていった[65]。また長年のミャンマー人のインド人嫌悪を払拭するために、2008年5月のサイクロン・ナルギスの被害に対する人道支援、同年6月のシュエダゴン・パゴダ修復のための20万米ドルの寄付、2010年7月からのインド考古学調査局によるバガン古代遺跡のアーナンダ・パゴダの修復作業などを行っている[66]。しかし、このような実利優先のインド政府の姿勢は、スーチー含むミャンマー民主派の批判に絶えず晒された[注釈 19][67]。1998年2月に起きた、インド当局がアラカン民族統一党（NUPA）とカレン民族解放軍（KNLA）を裏切って、6人を処刑したリーチ事件は、ミャンマー民主派の根深いインド不信の根拠となっている[68]。
- アメリカ合衆国 - 1988年クーデター後、アメリカはODAを一時停止したが、麻薬撲滅プログラムだけは継続していた。麻薬取締局（DEA）はSLORCに協力的だった。しかし1990年総選挙の結果が反故にされると、アメリカは大使を召還し、臨時大使のみを置いた。ただし、軍対軍の対話は不可欠ということで、陸海軍の武官は残された。アメリカ在住の民主派亡命ミャンマー人のロビー活動が効果を上げ、国軍関係者のアメリカにある金融資産の凍結、銀行サービスの提供禁止、ビザ発給禁止といった措置だけではなく、ミャンマー産製品の輸入制限も課せられた。さらに1997年5月、第2次クリントン政権下でアメリカ人がミャンマーとあらゆる種類のビジネスを行うことが禁止され、ブッシュ・ジュニア政権下では2003年のビルマ自由・民主化法と、2008年のトム・ラントス・ビルマJADE禁輸法により、すべてのミャンマー産製品の輸入が禁止された。またこのような反SLORC/SPDCキャンペーンに民間企業も抗えず、モトローラ（1996年）、ペプシコーラ、アップル、テキサコ（1997年）、コンパック（1998年）がミャンマーから撤退、その後、リーボック、ベストウェスタン、IBMも撤退した[69][70][71]。しかし2008年にバラク・オバマ大統領が誕生し、ヒラリー・クリントンが国務長官に任命されると、風向きが変わった。オバマ政権はアジアにおける中国の台頭を脅威と見なし、アジアへの関与を強化しようと考えており、ヒラリーはこれまでの経済制裁が効果を上げなかったことを率直に認めた[注釈 20]。2009年8月、ジム・ウェッブ上院議員がミャンマーに派遣され、タンシュエ、スーチーの2人との会談を実現させた。この頃、政府に助言していたスタインバーグは「アメリカはスーチーを唯一の人格として盲目的に支持するのをやめるべきだ」と主張していた[注釈 21][72]。
- 国際連合 - 1991年12月17日、国連は総会でA/RES/46/132決議[73]を採択し、ミャンマーの現状に対して強い懸念を示した。以来、たびたびミャンマーに対して非難決議を行ってきたが、元国連事務総長・ウ・タントの孫・タンミンウー（英語版）は、経済開発、民族間対話、人権状況の改善などの具体的問題に切りこまず、民主主義への移行とスーチーの待遇だけに偏向していたと指摘している。一方、SLORC/SPDCは権力の正当性と国際的信認を得るために、そして国内問題に対処する資金と技術不足のために、積極的に国際機関の支援を受け入れ、1990年代から2000年代の初頭にかけて、国連開発計画（UNDP）、世界保健機関（WHO）、国連児童基金（UNICEF）、世界食糧計画（WFP）、国連食糧農業機関（FAO）、国連人口基金（UNFPA）、国連薬物犯罪事務所（UNODC）、国連エイズ合同計画（UNAIDS）、人身売買の国連機関連携プロジェクト（UNIAP）、国連難民高等弁務官事務所（UNHCR）、国際労働機関（ILO）、国連人道問題調整事務所（OCHA）が、相次いでヤンゴンに事務所を開設した。ただすべての機関を統括するUNDPは、アメリカの影響力が強く、しかも1998年11月に可決されたアメリカ国内法により、ミャンマーの民主派（NLDおよびNCGUB）との事前協議なしに、アメリカはミャンマー向けUNDPの新規資金を承認も支援もしないと規定されており、その行動に大きな制約があった。また各機関の連携も不十分だったと指摘されている[74]。また国連は、SLORC/SPDC幹部と直接交渉するために、国連事務総長が任命するミャンマー担当特使と、国連人権理事会（UNHRC）が任命するミャンマー人権問題担当特別報告者の2つの役職を設け[注釈 22]、何人もの要人がそれらの役職に就いたが、SLORC/SPDC時代を通じて成果を上げることはできなかった[75]。
- 日本 - ネ・ウィン体制下でミャンマーと緊密な関係を維持していたが、8888民主化運動の最中に対緬新規ODAの凍結。SLORCを承認した後も本格的に再開することはなく、日本企業による直接投資も停滞、この間、ミャンマーにおけるプレゼンスを低下させていった。2003年のディーペン村事件以降はすべてのODAを凍結し、再開されたのは2012年になってからだった（日緬関係#SLORC/SPDC時代）。

- ロシア - 1991年のソ連崩壊後、ロシアは対緬援助を停止して、1990年代の両者の協力は空軍のわずかな分野に限られていた。SLORC/SPDCは、ウクライナ、ポーランド、ユーゴスラビア（2000年以降はセルビア）、チェコスロバキアなどの、かつてのソ連衛星国からも兵器を購入していた。しかしウラジーミル・プーチン大統領の下でロシアの国情が安定すると、両国は再び接近。 2001年に軍事協定を締結し、ミャンマー空軍はロシアからMig-29を購入、2009年にはさらに20機購入した。2000年代にロシアはミャンマー最大の兵器輸入国となった。ヤンゴン、ピンウールウィン、カロー、メイッティーラにロシア人教師・技術者が常駐するロシア語学校があり、毎年約2,000人の学生がロシアの大学や専門学校に留学し、パイロットが軍事訓練のために派遣され、士官候補生がロシア連邦軍参謀本部軍事アカデミーで学んでいた。また2002年、両国は、ミャンマー中部に核研究センター、ウラン廃棄物処理場、そして2つの研究所を建設する契約を締結し、核開発疑惑が持ち上がったが[注釈 23]、5年後にこの契約は破棄された。2007年に再びロシアがミャンマーに10MWの軽水炉を建設する契約が締結され、この問題が再燃した（ミャンマー連邦の大量破壊兵器）。同年1月12日、ロシアは国連のミャンマー非難決議に対して拒否権を行使。中国が拒否権を行使したのはこの後である [76]。
- 欧州連合 - 1988年クーデターを全会一致で非難し、1991年にスーチーにサハロフ賞を授与した。1991年7月にはミャンマーに対する全面的な武器禁輸措置を課し、さらに防衛および安全保障問題におけるミャンマーとEU加盟国間のすべての協力が停止され、国軍関係者はEU加盟国から追放された。1996年10月28日にはEU共通見解1996/635/CFSP[77]が採択され、武器禁輸措置と国軍関係者の追放措置の継続と、国軍幹部とその家族・関係者に対するビザ発給禁止、政府高官レベルのニ国間関係の停止といった追加制裁が課された。 1997年3月には、ミャンマー産農産物および工業製品に対する一般特恵関税制度（GSP）にもとづく貿易特権を正式に撤回した。これらの措置は毎年検証され、その度に更新され、2012年まで継続された。ただし人道援助は例外とされ、1996年から継続的に行われており、2004年には欧州委員会人道援助・市民保護総局（ECHO）がヤンゴンに事務所を開設した。しかしその人道支援の規模は、2004年の時点で6,820万ユーロと、全体の5億7,000万ユーロに比して極めて小規模にとどまった[78][79]。2007年11月、サフラン革命の直後にEUは、元イタリア法務大臣ピエロ・ファッシノをミャンマー担当EU特使に任命したが、ミャンマーに入国することすらできず、ほとんど成果を上げられなかった。彼が初訪緬したのは民政移管後の2011年6月である[80]。
- フランス - 両国の関係は希薄だが、トタルエナジーズは、1992年以来、ヤダナ・ガス田の主力オペレーターとして活動しており、批判に晒されていた。SLORC/SPDCにとっても国連常任理事国であり、他の西側諸国ほど批判的ではないフランスを重要なパートナーと見なしていたのだという。また国境なき医師団（MSF）、飢餓に対する行動（英語版）（ACF）、Première Urgence Internationale（PUI）といったフランス発祥のNGOもミャンマーで活動していた[81]。2010年3月、フランスはフランソワ・ジムレ人権担当特命全権大使をミャンマーに派遣したが、SPDC幹部とは面会できず、市民社会組織、NGO、外交関係者と交流したのみにとどまった。しかしこれが、SLORC/SPDC時代にEU加盟国がミャンマーに特使を派遣した唯一の例だった[82]。
- オーストラリア - オーストラリアは他の西側諸国とは一線を画し、SLORC/SPDCに経済制裁を課さなかった。退役軍人からの圧力があったとされる。ミャンマー警察に対する研修も引き続き行われ、1990年代を通じてオーストラリア赤十字社、オーストラリア国際開発庁（英語版）（AusAid）、ケア・オーストラリア（英語版）が、ミャンマーでHIV予防プログラムを実施していた。1999年にはミャンマーの行政・治安当局者を対象とした人権研修プログラムを実施し、スーチーらミャンマーの民主派から非難された。2003年のディーペン村事件以降はすべての人権プログラムを中止せざるをえなくなった。一方、1990年代以降、オーストラリアはミャンマー人政治亡命者を受け入れてきたが、やがて彼らはオーストラリアの過激派団体と協力してロビー活動を行うようになった。2007年に成立したオーストラリア労働党政権は、サフラン革命を機にSPDCに対して批判的姿勢に転じ、同年、退役国軍将校の駐豪ミャンマー大使就任を拒否した[83]。また国軍関係者418人に対するビザ発給禁止、金融制裁を実施し、オーストラリア企業がミャンマーと関わることを禁止した。ただ、ミャンマー石油ガス公社（MOGE）と契約していた石油会社・ダンフォード・エクイティーズ・コーポレーションはその制裁の例外とされた[84][85]。

- カナダ - カナダ政府は1988年クーデターを非難した一方で、1989年11月、ペトロ・カナダはMOGEと2,200万カナダドルの投資契約を締結した。しかし、批判の声に抗えず、3年後に撤退した。1997年にはクリントン政権とEUに追随して、ミャンマーに経済制裁を課した。またカナダはミャンマー難民を多数受け入れ、2006年までに約3,000人のカレン族の人々にカナダ国籍を付与している。2007年、カナダ議会はスーチーにカナダ名誉市民権を授与。また同年に起きたサフラン革命を機に経済制裁を強化し、ミャンマーへの輸出入、ミャンマーの企業、銀行、国軍関係者40人との金融取引禁止、カナダ船籍の船舶および航空機のミャンマーへの入港および着陸禁止（ミャンマーの船舶および航空機も同様）などの厳しい措置を取った、一方、ケア・カナダ、カナダ救援財団、セーブ・ザ・チルドレン・カナダ、ワールド・ビジョン・カナダ、オックスファム・ケベックなどの国際NGOは引き続き人道支援を行っている[12]。
- ニュージーランド - 両国の間にはほとんど国交はないが、ミャンマー人難民に市民権を付与しており、2010年までに約2,000人のミャンマー人難民がニュージーランドの市民権を得ている[86]
- 朝鮮民主主義人民共和国 - 1983年のラングーン事件以来、両国は国交断絶していたが、2007年に国交を回復した。2008年11月には、国軍総参謀長のトゥラ・シュエマンが秘密裏に平壌を訪問したが、この際の写真が翌2009年6月にメディアに流出し、内部告発者とされるミャンマー人3人が逮捕され、死刑判決を受けた。同年6月には、民主ビルマの声が、北朝鮮の支援によってミャンマー各地に800ほどの地下トンネルを掘っている映像を公開し、核開発疑惑が再燃した。ただ2012年に相次いで訪緬した李明博韓国大統領とバラク・オバマ米大統領に、テインセイン大統領は、ミャンマーは北朝鮮製兵器を一切取得せず、平壌を非難する国連決議を確実に遵守すると述べた[87][88]。
- 大韓民国 - 両国の関係は希薄だが、1991年以降、韓国国際協力団（KOICA）が人道支援および農業支援を行い、ソウルでミャンマー人公務員を対象とした研修を実施した。2010年からはミャンマー人労働者を受け入れている。また韓国ガス公社（KOGAS）、ポスコインターナショナル、HD現代重工業がシュエ・ガス田事業に投資している[89]。
- 中華民国 - ミャンマーから台湾への移民は、泰緬孤軍の帰還に伴い1953年から1961年にかけてピークを迎え、1980年代の台湾の好景気と8888民主化運動後の混乱によって1980年代後半に再び増加した。 2010年代初頭には約3万～5万人のミャンマー系住民が台湾に住んでいたと推定されており、台北の華新街は「ミャンマー通り[90]」と呼ばれている。マンダレーには中国を教える台湾系の語学学校があり、雲南人の進出に反発している現地では歓迎されている。多くのミャンマー人の若者が台湾の大学や専門学校に留学し、両国間の貿易・投資などの事業を行っている。2009年6月、ミャンマー連邦商工会議所連合会（英語版）（UMFCCI）と中華民国対外貿易発展協会（TAITRA）との間で、2008年の時点でわずか1億米ドルだったニ国間貿易を拡大するための覚書が締結された[91]。
- イスラエル - 相変わらずミャンマーの学生や公務員を自国の研究所、大学、キブツに受け入れ続けた。またモサドが国軍の諜報機関を支援し、兵器を供給していると批判されていたが、イスラエルの外交官・アナリストはその度に否定した[92]。
- バングラデシュ - 1991年12月から1992年にかけて、国軍はロヒンギャ連帯機構（RSO）などのロヒンギャ武装勢力の掃討を目的とした清潔で美しい国作戦を実施し、約25万人のロヒンギャ難民がバングラデシュに流出する事態となった。その後、両国間で難民の帰還協定が締結され、UNHCRの支援を受けつつ、約19万人のロヒンギャ難民がラカイン州に帰還した。しかし、その後も難民キャンプに約2万人、キャンプ外に10万人～15万人のロヒンギャ難民が残り、現在にまで至るまで解決に至っていない[93]。
- パキスタン - 1971年に東パキスタンがバングラデシュとして独立した後は長年疎遠だったが、SLORC成立後は有力な兵器供給国となった。またパキスタンの航空海軍学校は国軍の軍人向けの訓練プログラムを提供している。中国の友好国だったことが、両国の関係を緊密にしたと言われている。またカラチ周辺には約30万人のロヒンギャ難民が住んでいると言われ、のちにアラカン・ロヒンギャ救世軍（ARSA）を結成してロヒンギャ危機を引き起こしたアタウラー・アブ・アマー・ジュヌニもカラチ出身である[94]。
- スリランカ - ネ・ウィン時代にインド人と同じくタミル人もミャンマーを追われたため、両国の関係は希薄なものになった。また1970年代から活動していたタミル・イーラム解放のトラ（LTTE）は、在緬タミル人ともネットワークを築いており、両国の緊張要因となった。LTTEのリーダー・ヴェルピライ・プラバカランの祖父はヤンゴン生まれである。しかし1990年代から両国の関係は改善の兆しを見せ、スリランカの首相と大統領を務めたマヒンダ・ラージャパクサは2004年と2009年の2度訪緬してタンシュエと親交を結び、2009年11月には、タンシュエは妻とともにコロンボ、キャンディ、そしてさまざまな仏教巡礼地を訪問する異例の外遊を行い、現地で熱烈な歓迎を受けた[95]。
- サウジアラビア - かねてよりロヒンギャに同情的であり、1978年の流出劇の際には、サウジアラビアの慈善団体ラビタット・アル・アラム・アル・イスラミ（Rabitat al Alam al Islami）が、コックスバザール南にあるウキアに病院と神学校を建設した[93]。2004年、サウジアラビアはヤンゴンに大使館を開設し、正式に国交を樹立した。2009年には、サウジ開発基金が、ミャンマーの灌漑部門を支援し、エーヤワディー地方域にダムを建設するために800万米ドルの融資を行う契約が締結された。同年にはバーレーンが、翌2010年にはオマーンがミャンマーと国交を樹立した。これらの国々にはロヒンギャ難民が多く、そのネットワークを利用して小規模ながらもミャンマーとの貿易や投資を行っている[96]。

### テインセイン政権
2008年憲法には外交方針として「非同盟」の文言が復活している。その理由は明らかにされていないが、ミャンマー外交・軍事の専門家・マウンアウンミョー（Maung Aung Myoe）は、「ミャンマーが特定の国（特に中国）と同盟を結んでいないことを国内外に理解させ、もはや『孤立主義』や『自立主義』の外交政策に頼らず、外交展開においてより多くの選択肢を持つ『多様化』政策を再び推進することを宣言することにある」と述べている。テインセイン政権にとって、SLORC/SPDC時代に深化した中国依存から脱却し、国際社会に復帰して、国家の威信を回復することは急務だった。

#### アメリカとの関係改善

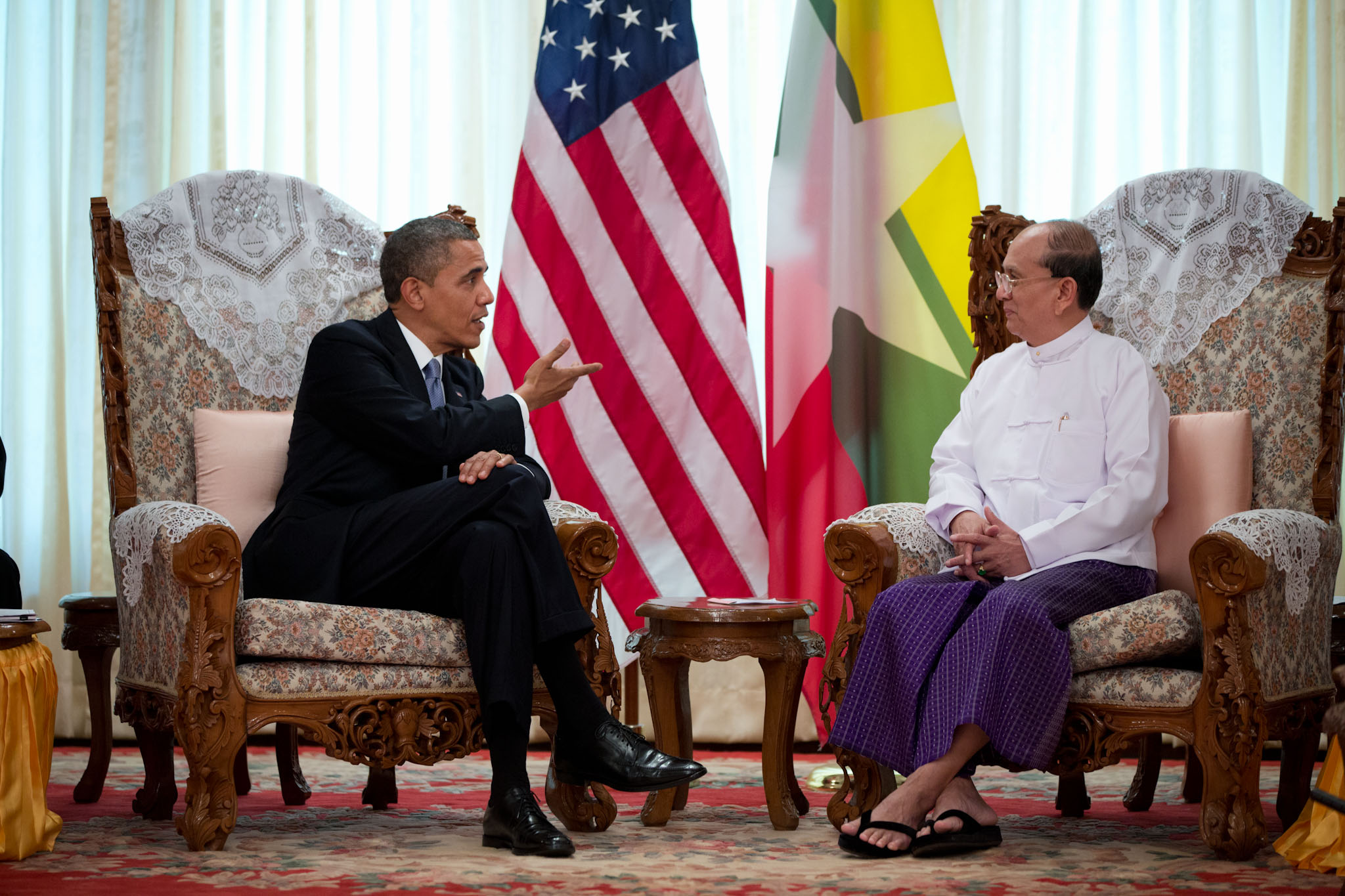
テインセイン大統領とオバマ米大統領

テインセイン政権は、国際社会に復帰するためにはアメリカとの関係改善が必須と考えていた。その障害となっていたのがスーチーの処遇だったが、2010年11月13日にスーチーがおよそ7年半ぶりに解放されると、米緬関係は劇的に進展した。前述したように、オバマ政権はアジアにおける中国の台頭を脅威と見なしており、アジアへの関与を強化しようとしていた。
2011年11月、ヒラリー・クリントンはアメリカの国務長官として56年ぶりに訪緬、テインセイン大統領とスーチーと会談した。この際、ヒラリーは制裁解除の条件として、少数民族武装組織との和平や政治犯の釈放などを要求したが、テインセイン政権がそれらの要求を粛々と実行に移すと、アメリカ政府は翌2012年2月に世界銀行、IMFなどの国際機関の対緬支援を許可した。さらに同年4月、連邦議会補欠選挙でNLDが大勝すると、ミャンマー高官に対するビザ発給禁止解除、USAIDヤンゴン事務所を開設、アメリカのNGOのミャンマーでの活動許可、金融・貿易制裁の一部緩和、アメリカ企業の対緬投資解除などの措置を行い、新しい駐緬アメリカ大使を任命した。9月にはスーチーとテインセインが訪米。そして11月19日には、バラク・オバマ大統領が現職のアメリカ大統領としては初めて訪緬し、わずか7時間の滞在時間の間に、テインセイン大統領、スーチーの2人との会談、シュエダゴン・パゴダ参拝、ヤンゴン大学での講演など精力的にスケジュールをこなした。
アメリカに続いて、EU加盟国、日本も続々と制裁を解除し、特に日本は官民一体の貿易・投資・経済協力の三位一体の開発戦略により、かつてミャンマーで有していたプレゼンスを回復した（日緬関係#民政移管時代）。2015年11月の総選挙でNLDが大勝すると、アメリカはさらに経済制裁を緩和した。

#### ASEAN議長国就任

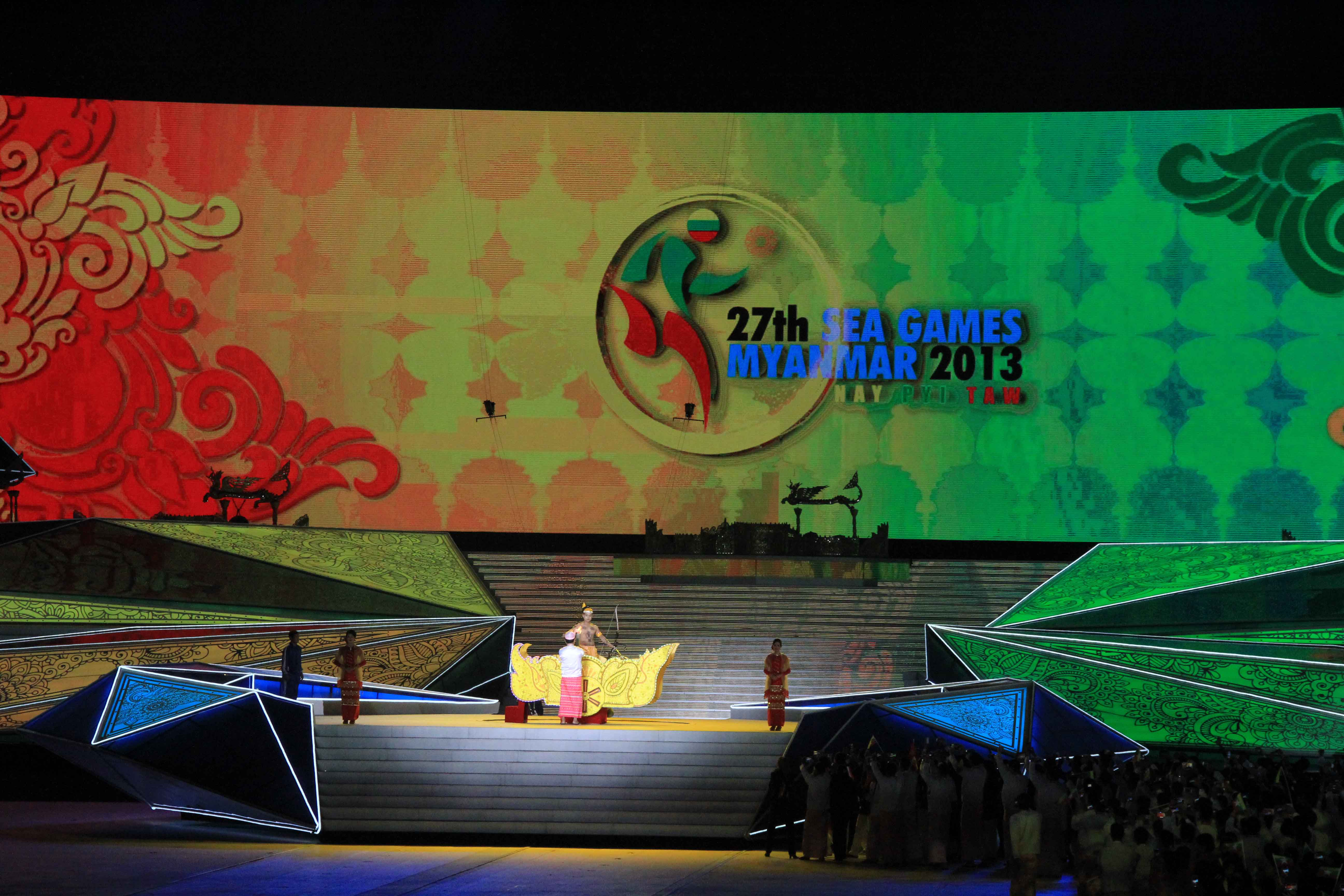
ネピドーで開催された第27回東南アジア競技大会（2013年）

テインセイン政権はASEANも重要な国際社会復帰の場と考えていた。政権発足直後の2011年4月11日に早くも2006年に断念したASEAN議長国就任の意思を示し、加盟国間で激しい議論が交わされた後、11月17日のASEAN首脳会議でミャンマーの2014年のASEAN議長国就任が正式に決定された。2013年には東南アジア競技大会を52年ぶりにミャンマーで開催、2014年に予定どおり議長国に就任すると、就任期間のテーマを「平和で繁栄した共同体に向けて結束して前進」と定め、就任期間中、首脳会談2回、閣僚級会談34回、高官級会談89回、国家元首・政府首脳会談が12回の、計137回の会談を主催し、ASEAN共同体の2015年以降のビジョンに関するネピドー宣言を含む34の宣言を出すなど精力的に活動した。

#### 中国依存脱却
テインセイン政権の中国依存脱却の方針は中国からの独立を目指すものではなく、中国と相互依存関係を築くことだったが、しばし中国を苛立たせた。政権が発足したばかりの2011年9月30日、テインセイン大統領は、住民の反対が大きいという理由で、中国電力集団公司が36億米ドル投資したミッソン・ダムの建設凍結を発表した。2012年には中国の万宝鉱業が投資したレッパダウン銅山でも住民の反対運動が過熱、銅山の操業が一時停止に追いこまれた。また当時進行中だった全国停戦合意の交渉にEU、ノルウェー、日本の笹川陽平が関与し、2014年4月には中緬国境地帯を支配するKIAのグンモー将軍が訪米した。テインセイン政権下でのこのような出来事は、中国政府を大いに失望させたようで、中国からの対緬直接投資は大幅に減少し、要人の交流も低調なものになった。また、この頃、ラカイン族の民族武装組織・アラカン軍（AA）が勢力を伸ばしていたが、これはテインセイン政権が中国と距離を置き始めたのを見た中国が、天然ガスと石油のパイプライン、経済特区、港湾など、中国が多数の利権を有するラカイン州に楔を打ちこむべく支援したからだとも伝えられる。2015年3月13日、コーカン自治区で紛争が発生した際、ミャンマー空軍の戦闘機が誤って中国領土の農村に空爆して中国人5人が死亡する事件が起き、ミャンマー側が謝罪に追いこまれる一幕もあった。

#### ロシアとの軍事協力と標準的な軍隊
脱中国は国軍レベルでも進行していた。前述したように、2000年代にロシアはミャンマー最大の兵器輸入国となり、民政移管後も欧米の兵器禁輸措置は解除されなかったため、国軍は2019年には韓国(8500万米ドル)、2020 年にはインド(1億4800万米ドル)と調達先の多角化を図りながらも、特にロシアとの関係を強化し、国軍総司令官・ミンアウンフラインもたびたび訪露してロシアの要人と親交を深めた。

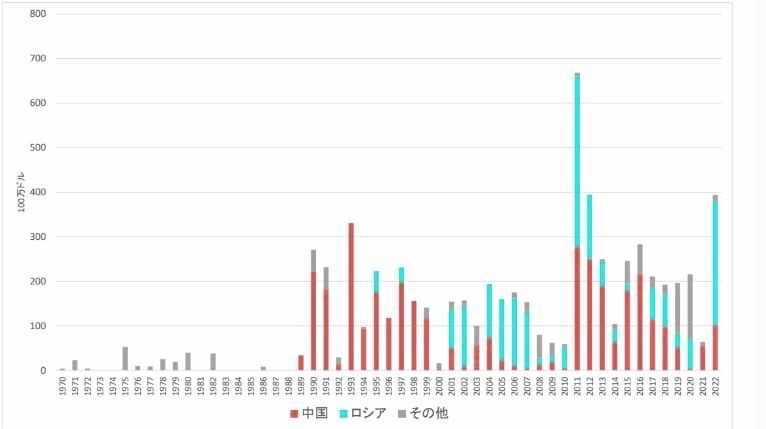
ミャンマーの武器調達先

またミンアウンフラインは「標準的な軍隊（Standard Army）」という構想を示し、国軍兵士の人権感覚改善を図るため、オーストラリア、イギリス、日本などに将校を派遣して、研修を受けさせた。

### NLD政権

#### 人間中心の外交政策

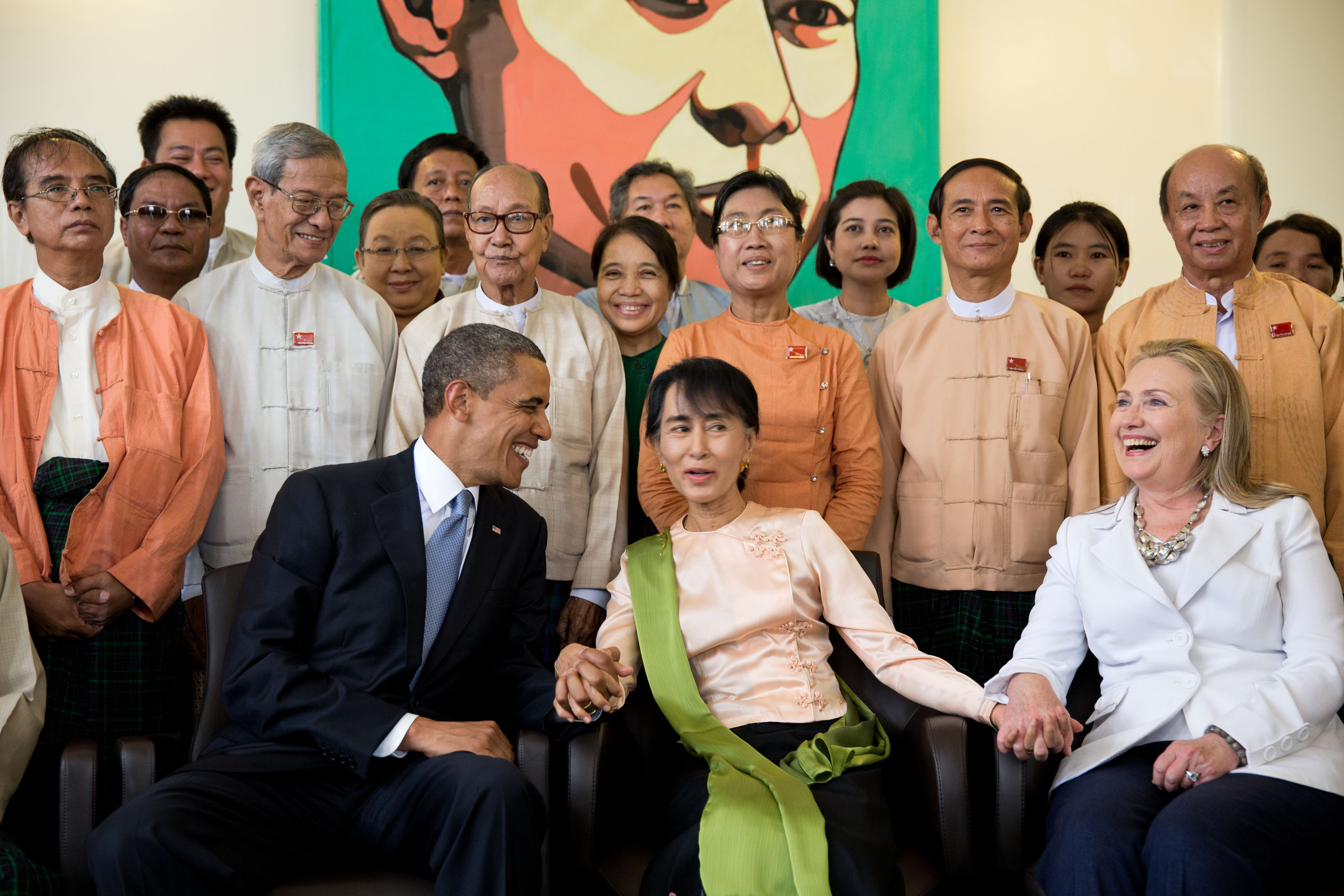
アウンサンスーチー国家顧問

国家顧問就任直後の2016年4月22日、スーチーが発したこの外交方針は、曖昧な文言ではあったが、「人間中心の外交政策」と称され、国内外から称賛を浴びた。世界的有名人のスーチーが展開する新たなミャンマー外交は国内外から大いに期待され、NLD政権発足後数か月以内に、中国、イタリア、カナダ、日本、タイ、シンガポール、アメリカの外務大臣（または同等の役職）が訪緬した。ただ、NLD政権の外交政策は、基本的にはテインセイン政権の「独立、積極的、非同盟的な外交政策」の延長線上にあるものと予測されていた。同年10月17日、バラク・オバマ大統領は1997年に発効した対緬経済制裁を解除する大統領令に署名し、ほぼすべての経済制裁が解除された。
しかし、国際社会との蜜月は長くは続かなかった。2017年8月25日、ラカイン州で、ロヒンギャの武装組織・アラカン・ロヒンギャ救世軍（ARSA）が、約5,000人の住民を引き連れて約30か所の警察署を襲撃するという事件を機に、約70万人のロヒンギャ難民がバングラデシュに流出するロヒンギャ危機が生じた。国際社会ではジェノサイドとの批判が高まったが、同時に人権侵害を否定するスーチーに対する批判も高まり、2019年11月11日、ミャンマーに対して起こされたジェノサイド規定違反のハーグ国際司法裁判所（ICJ）の場で、スーチーがあらためてジェノサイドを否定したことにより、彼女の国際的名声は完全に失墜した。

#### 中国への接近
西側諸国の支持を失ったスーチーが頼ったのは中国だった。テインセイン政権時代から中国はスーチーおよびNLDに接近しており、在緬中国大使はスーチーとたびたび面談し、2013年にはNLD代表団を1年に4度も中国に招待した。2015年6月にスーチーが初訪中した際は、当時、一野党の党首にすぎなかったスーチーを習近平総書記（国家主席）が迎え、2人の会談を実現するという破格の厚遇で迎えた。2016年3月30日にNLD政権が発足すると、4月5日に王毅外交部長が訪緬してスーチーと会談、スーチーも8月に再び訪中して、習近平総書記、李克強国務院総理などに歓待され、中国の一帯一路構想とBCIM経済回廊構想を承認し、「1つの中国」原則を保証した。中国はNLD政権が西側諸国に偏ることを警戒していた。

2017年のロヒンギャ危機の際にミャンマーに対して国際的批判が高まった際も、中国は内政干渉の原則を主張してミャンマーを擁護、11月の国連総会でのミャンマー非難決議でも反対票を投じ、これで両国の距離はぐっと縮まった。中国は、連邦和平会議 - 21世紀パンロンにおいて、連邦政治交渉協議委員会（FPNCC）と政府・国軍との仲介、昆明など中国領内での会談場所の提供、ミャンマー政府への多額の寄付、そしてロヒンギャ危機におけるミャンマーとバングラデシュの仲介など、ミャンマーの内政へも深く関与していった。そして2020年1月、習近平総書記が、中国共産党総書記としては20年ぶりに訪緬し、「ラカイン州と中国雲南省を結ぶ中国・ミャンマー経済回廊（CMEC）構想（鉄道、高速道路）の推進」「ラカイン州チャウピューでの経済特区（SEZ）と深海港の建設」「シャン州ムセと瑞麗における国境経済協力圏の開発」を含む33の覚書（MOU）を締結した。その際、スーチーは以下のように述べ、中国への信頼を明らかにした。

### SAC時代

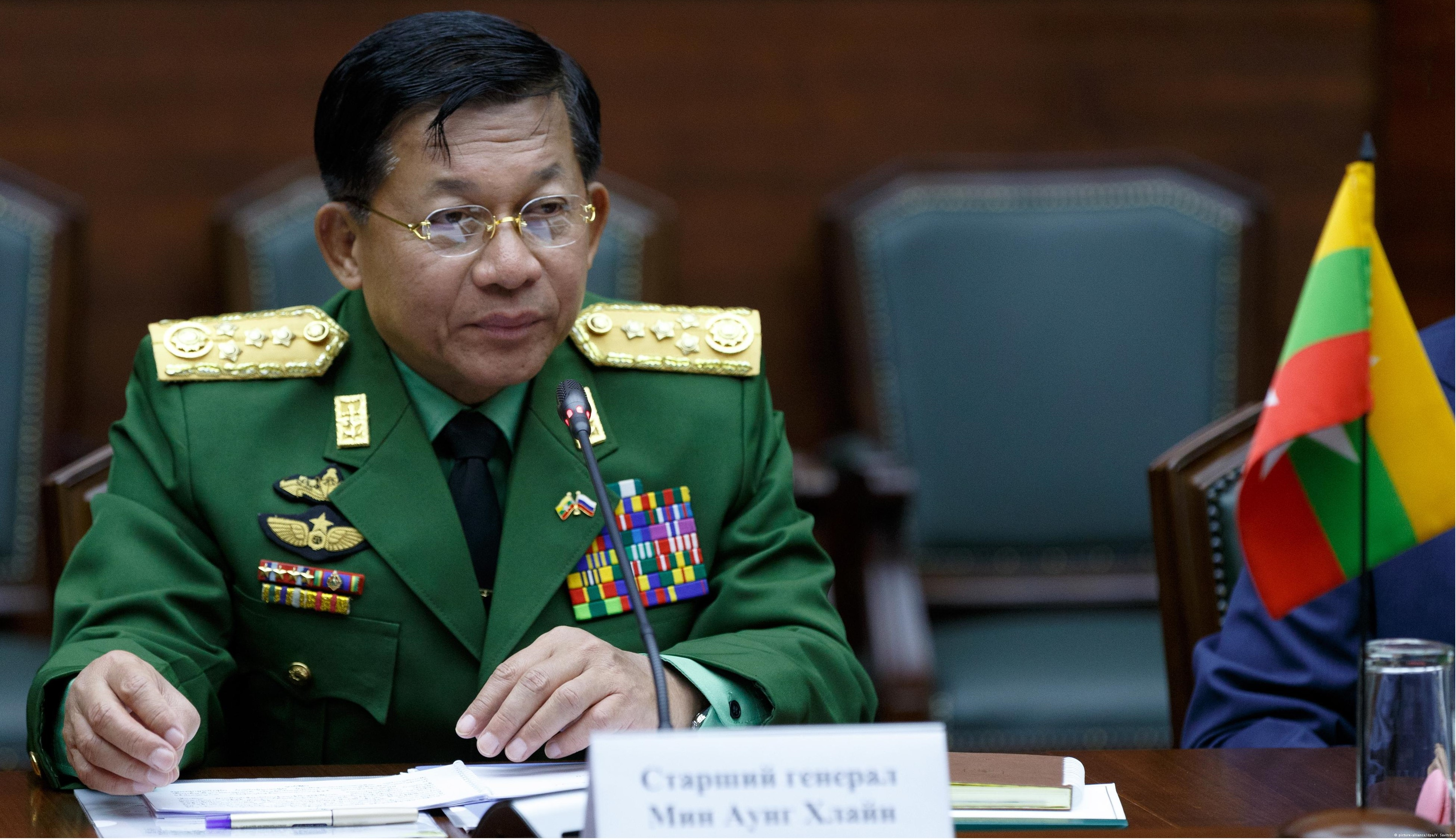
ミンアウンフライン国軍総司令官、SAC議長、首相

#### 西側諸国の経済制裁
2021年2月1日、国軍が軍事クーデターを起こし、スーチーらNLD関係者を多数拘束、国家行政評議会（SAC）が成立した。西側諸国は一斉にこれを非難し、アメリカが2月10日に対緬経済制裁を再発動をしたのを機にEU、イギリス、カナダなどもこれに続いた。しかし、SLORC/SPDC時代の経済制裁が国軍指導者層に打撃を与えず、むしろ一般市民の生活に大打撃を与えた反省から、全面的な経済制裁は課さず、標的制裁にとどまった。その後も西側諸国は国軍の資金源や空爆に使用されるジェット燃料を断つための経済制裁を発動しているが、その実効性には疑問も呈されている。
一方、拘束を逃れたNLD関係を中心に設立された国民統一政府（NUG）も、自らの権力の正当性を主張して、積極的にロビー活動を展開。国連のミャンマー代表には、クーデター直後に民主派支持の意思を明らかにしたチョーモートゥンが引き続きとどまった。しかし、NUGを正式なミャンマーの政府と承認したのは東ティモールだけで、他の西側諸国は心情的支援のみにとどまり、2022年12月にはミャンマーの民主派に対して兵器以外の支援をすると定めたビルマ法が成立したが、2023年の支援規模はむしろ過去2年を下回る羊頭狗肉であった。
2025年2月、トランプ政権は、USAIDとそこから資金提供を受けていた全米民主主義基金（NED）を廃止。USAIDのミャンマーへの支出は、2011年には2,400万米ドルだったものが、2024年には2億3,760万ドルにまで増加しており、それを資金源としていたミャンマーの民主派メディアの多くが経営危機に陥り、SACを激しく非難していたボイス・オブ・アメリカ（VOA）や、ラジオ・フリー・アジア（RFA）はミャンマー語放送停止に追いこまれた。またトランプ政権は、4,500万米ドル相当のミャンマー人留学生向け多様性と包摂性奨学金プログラムを停止し、ミャンマー人の入国も禁止した。これらの措置はNUGをはじめとするミャンマー民主派に大打撃を与えたと伝えられる。

#### ASEANの無力
ASEAN加盟国内ではSACに批判的なインドネシア、マレーシア、シンガポール、フィリピンの島嶼部の国々と、SACに寛容なタイ、カンボジアなどの大陸部の国々に二分された。ASEANは2021年4月24日にジャカルタで首脳会議を開催し、ミンアウンフラインも出席。その席で（１）暴力の即時停止と全当事者の最大限の自制、（2）平和的解決に向けた全当事者による建設的対話の開始、（3）ASEAN議長の特使による対話プロセスの仲介と、ASEAN 事務局長によるその補佐、（4）ASEAN防災人道支援調整センター（AHAセンター）を通じたASEANによる人道支援、（5）特使と代表団の訪緬と全当事者との面談を内容とする「5項目の合意」が確認されたが、結局、履行されず、有名無実化している。バーティル・リントナーは「内政不干渉」と「全会一致」のASEANの2つの原則こそ、ASEANを無力にしていると指摘している。
2025年3月28日にマンダレー近郊を震源として発生し、大きな被害を出した大地震の際、SACは中国、ロシア、インドのような友好国だけではなく、アメリカや日本のような西側諸国からも支援を受け入れた。そして地震直後の4月3日～4日にバンコクで開催されたBIMSTEC首脳会議にミンアウンフラインも出席。タイのペートンターン・シナワット首相やインドのナレンドラ・モディ首相など各国首脳との写真撮影を行い、タイのタクシン元首相が主催する夕食会に出席して、ASEAN議長国のマレーシア首相・アンワル・イブラヒムと会談した。ちなみにアンワルは、首脳会議の際、オンラインではあったが、NUG首相・マンウィンカインタンとも会談している。しかし、ミンアウンフラインがASEAN首脳陣と交流する姿は、SACの国際社会復帰を強く印象づけ、民主派からは震災の政治利用と批判された。

#### 中国のプレゼンス拡大
中国は内政不干渉を建前として2021年の軍事クーデターを批判せず、SACを事実上黙認したが、前述したようにNLD政権との関係も良好であったため、SACを強く支持するということもなかった。中国のミャンマーにおける最大の関心事は自らの利権確保であり、そのためにミャンマーが民主主義国になって西側諸国にすり寄ることも、内戦が激化して利権が毀損されることも望んでおらず、リントナーによれば「コントロール可能な混乱」を望んでいるとされる。ただ、2022年12月にアメリカでビルマ法が成立したことにより、中国はNUGをアメリカの傀儡と見なしてSACとの関係強化を図り、両国の要人往来が盛んになった。
しかし、2023年10月27日に三兄弟同盟による1027作戦が発動され、ミャンマー民族民主同盟軍（MNDAA）がコーカンを奪還、タアン民族解放軍（TNLA）も領土を大幅に拡大した。中国はオンライン詐欺撲滅を条件に1027作戦を黙認していたとされ、11月19日にはSACの意向を受けた国軍支持者がヤンゴンの中国大使館前で異例のデモを行った。しかし、その後、三兄弟同盟の行動がさらに活発化し、2024年8月3日、MNDAAがラーショーを制圧して国軍北東軍管区司令部を占拠すると、これ以上の戦線拡大は容認できない中国は、より鮮明にSAC支持の方針を打ち出した。ラーショー陥落直後の8月5日、王毅外交部長が訪緬してミンアウンフラインと会談、SAC支持を明言しつつ、「中国を中傷し、貶めるいかなる言動にも反対する」と釘を差した。そして11月上旬、昆明で開催されるメコン川流域６か国首脳会議に出席するため、ミンアウンフラインはクーデター後初めて訪中し、李克強首相と会談、両国の友好関係を強くアピールした。2025年5月9日には、訪問先のモスクワで、ミンアウンフラインと習近平総書記の会談が実現。習近平は「中国は、ミャンマーが国の状況に沿った発展の道を歩み、主権や独立を守ることを支持する」と述べた。
一方、2025年2月には民間警備サービス法が成立した。これはミャンマー国内の中国のプロジェクトに関わる中国人職員を護衛するための中緬合同警備会社を設立しようとするもので、2008年憲法では外国軍の駐留は禁止されているが、中国人民解放軍の兵士が退職すればこの警備会社に従事することができるため、実質、ミャンマーが中国に主権の一部を譲渡するものと指摘された。また仮に少数民族武装勢力や国民防衛隊（PDF）が中国人警備員を襲撃すれば、中国との間の国際問題に発展しかねず、人間の盾として機能するとも指摘されている。

#### ロシアとの関係強化
従来、露緬関係は軍事協力に特化していた。クーデターの前日、ミンアウンフラインの息子が投資した国軍のハイテク・マルチメディア複合施設の完成を祝って、ミャンマー人とロシア人職員がパーティーを開催していたと報じられた。クーデター直後の2021年3月27日、ネピドーで行われた国軍記念日のパレードには、西側諸国が軒並み欠席し、中国やインドなど出席した他の7か国も現地大使館員を派遣するだけだったのに対し、ロシアからはアレクサンドル・フォーミン国防次官が出席した。そしてクーデターを機にロシアはミャンマーとの経済・技術協力の強化に乗り出したが、背景にはかつてソ連が東南アジアに有していたプレゼンスを復活させたいプーチンの野望があるとも指摘される。
ロシアは国軍の戦闘機のジェット燃料に使用する石油を供給しているとされる。また2023年10月、ミャンマーの電力不足を補うため、ロシアの国営原子力企業・ロスアトムが小型原子炉建設に関する覚書を締結した。他にもロシアはミャンマーの鉱物資源に関心を持っていると伝えられる。一方両国の軍事協力も強化され、2021年～2022年の間、ロシアは国軍に2億7600万米ドル相当の兵器を供給し、さらに、4億600万米ドル相当の防衛物資を移転していると伝えられている。同時期、中国からミャンマーへの供給は、それぞれ1億5600万米ドル、2億6700万米ドルでロシアの後塵を拝していた。またミャンマーの紛争地では、ロシアの軍人や技術者が戦闘機・ドローンの整備、指導をしている姿が目撃されている。
2022年2月24日にロシアがウクライナを侵攻すると、ミンアウンフラインはいち早くロシア支持の表明し、9月7日、ウラジオストクでクーデター後初めてプーチンと会談した。2025年3月4日、ミンアウンフラインはモスクワで再びプーチンと会談し、「（プーチン氏は）単なる国家指導者でなく（ロシアの）王だ」と持ち上げた。またミャンマーはイランやベラルーシなどロシアの同盟国との関係強化にも務めており、同年6月にはユーラシア経済連合（EAEU）への加盟の意欲を示した。